# 道格拉斯·巴克斯顿
道格拉斯·巴克斯顿（英語：Douglas Buxton，1917年2月12日—1984年7月4日），澳大利亚男子帆船运动员。他曾代表澳大利亚参加1952年和1956年夏季奥林匹克运动会帆船比赛，其中1956年奥运会获得一枚铜牌。